# Synema chikunii
Synema chikunii là một loài nhện trong họ Thomisidae.
Loài này thuộc chi Synema. Synema chikunii được Hirotsugu Ono miêu tả năm 1983.